# Puchar Ekstraklasy
Der Puchar Ekstraklasy war ein polnischer Fußball-Wettbewerb, in dem von 2006 bis 2009 alle Teams der höchsten polnischen Spielklasse, der Ekstraklasa, teilnahmen. Bereits in früheren Jahren hatte es Ligapokale gegeben, erstmals 1952. Erst 1976/77 und 1977/78 fanden die nächsten beiden Austragungen statt. Danach erfolgte wieder eine Pause bis zur Saison 1998/99. In den Jahren 1999/2000 bis 2001/02 und 2006/07 bis 2008/09 wurden weitere sechs Spielzeiten ausgetragen, bevor der Wettbewerb erneut abgeschafft wurde. Dabei gab es verschiedene Austragungsarten und Namen:
- 1952: Puchar Zlotu Młodych Przodowników (Pokal der Kundgebung junger Führungskräfte)
- 1977–1978: Puchar Ligi (Pokal der Liga)
- 1999/2000–2001/02: Puchar Ligi Polskiej (Pokal der Polnischen Liga)
- 2005/06–2008/09: Puchar Ekstraklasy (Pokal der Ekstraklasa)

## Die Endspiele im Überblick
| Jahr      | Sieger                           | Ergebnis  | Finalist              |
| --------- | -------------------------------- | --------- | --------------------- |
| 1952      | Wawel Kraków                     | 5:1       | KS Cracovia           |
| 1977      | Odra Opole                       | 3:1       | Widzew Łódź           |
| 1978      | Górnik Zabrze                    | 2:0       | Zagłębie Sosnowiec    |
| 1999/2000 | Polonia Warschau                 | 2:1       | Legia Warschau        |
| 2000/01   | Wisła Krakau                     | 3:0 / 1:2 | Zagłębie Lubin        |
| 2001/02   | Legia Warschau                   | 3:0 / 1:2 | Wisła Krakau          |
| 2006/07   | Dyskobolia Grodzisk Wielkopolski | 1:0       | GKS Bełchatów         |
| 2007/08   | Dyskobolia Grodzisk Wielkopolski | 4:1       | Legia Warschau        |
| 2008/09   | Śląsk Wrocław                    | 1:0       | Odra Wodzisław Śląski |